# Järvenjänkänvallei
Järvenjänkänvallei, Zweeds – Fins: Järvenjänkänvuoma, is een dal in het noorden van Zweden. Het dal bestaat voor 90 % uit moeras, ligt in de gemeente Kiruna in het dal van de Muonio en krijgt water van de Altipuuberg. Een deel van het dal heet dan ook Altipuuvallei, of Altipuuvuoma. Er stroomt een beek door het dal, de Järvenjänkänoja.
afwatering: dal Järvenjänkänvallei → Järvenjänkänoja → Muonio → Torne → Botnische Golf